# Magou (Pendjari)
Der Magou ist ein linker Nebenfluss des Pendjari (Oti) in Benin.

## Verlauf
Der Fluss entspringt in den Atakora-Bergen in Benin, nahe der Quelle des Oti. Er fließt zunächst nach Süden, macht aber dann eine Kehrtwendung nach Nordwesten. Nach knapp 30 km macht er einen Knick nach Osten und danach auf seinem Verlauf nach Nordosten mehrere Kurven. Nach weiteren 30 km schwenkt der Magou wieder nach Nordwesten und behält diesen Kurs bei, bis er schließlich in den Oti mündet.

## Hydrometrie
Die durchschnittliche monatliche Durchströmung des Magou gemessen an der hydrologischen Station bei Tiele, bei etwa der Hälfte des Einzugsgebietes, in m³/s. Hier dargestellt zwischen den Jahren 1956 bis 1974.

## Weblink
•	Modes d’utilisation des terres et stock de carbone organique du sol dans le bassin supérieur de Magou au Bénin